# Blackburn (West Lothian)
Blackburn – miasto w środkowej Szkocji, w hrabstwie West Lothian, położone nad rzeką Almond. W 2011 roku liczyło 5338 mieszkańców.
W przeszłości miejscowość była ośrodkiem przemysłu włókienniczego. W połowie XIX wieku rozwinęło się tu także wydobycie węgla. Gwałtowny rozrost miasta nastąpił w latach 60. XX wieku.
Na północ od miasta biegnie autostrada  M8.